# Limenitis herennia
Limenitis herennia är en fjärilsart som beskrevs av Hans Fruhstorfer 1915. Limenitis herennia ingår i släktet Limenitis och familjen praktfjärilar. Inga underarter finns listade i Catalogue of Life.